# Signora rossa di Paviland
La Signora rossa di Paviland è il nome dato a uno scheletro trovato nella grotta Paviland del Galles meridionale. Scoperte nel 1823, le venti ossa sono in realtà risultate appartententi a un giovane maschio, datate a circa 33/34.000 anni, sono la prima prova della vita umana sulle isole britanniche.